# Jorge de Montemayor
Jorge de Montemayor, född omkring 1520, död 26 februari 1561, var en spansk författare.
Montemayor föddes i Portugal, levde senare delen av sitt liv i Spanien och skrev, nästan uteslutande på spanska, lyriska dikter några dramer och autos men framförallt herdedikten Diana, en efterbildning av Jacopo Sannazaros Arcadia och i sin tur ofta efterbildad. I sina herdar och herdinnor har Montemayor ofta lånat drag från personer ur den spanska överklassen, ofta även från sig själv.